# UkieDrive
UkieDrive (укр. ́Юкі-Драйв) — україномовна радіостанція в м. Чикаго, штат Іллінойс, США. Веде мовлення 1 годину на добу по буднях (з 10 до 11 години ранку за Чиказьким часом і з 6 до 7 години вечора по Києву) а також 2 години (з 2 до 4 години дня за Чиказьким часом і з 10 до 12 години вечора по Києву) в неділю на хвилях місцевої радіостанції 1240 в АМ-діапазоні (частота 1240 кГц), а також в інтернеті.
Радіо розраховане на аудиторію американських українців та іммігрантів з України, найчисельніша діаспора яких в США мешкає в Чикаго та околицях.

## Історія
Перший ефір «ЮкіДрайв» відбувся 1 травня 2011 р. Його провели: Світлана Іванишин-Угрина, Ігор Костюк, Олена Стєкляннікова, Віктор Рибаченко, Марина Олійник. Станом на січень 2012 р. ефіри вели Ігор Костюк і Олена Пушкарська. Починаючи з 2011 р. до них приєднався відомий український історик і журналіст Данило Яневський, який вів суспільно-політичне ток-шоу про українські справи. Починаючи з 2015 року і по даний час основними  ведучими всіх основних радіопрограм є Петрук Дмитро і Настасія Сула

## Формат
Засновником, видавничою компанією «Медіатор», яка також видає в Чикаго газету «Час і події», це радіо задумане, як молодіжне та розважальне. Періодичне обговорення в ефірах політики в Україні викликає бурхливу реакцію слухачів з української діаспори, не всі з яких сприймають іронію та жарти на адресу відомих українських політиків.

## Години мовлення
З 10 до 11 години ранку по буднях за Чиказьким часом (з 6 до 7 години вечора по Києву) а також 2 години в неділю з 2 до 4 дня за Чиказьким часом (з 10 до 12 години вечора по Києву) і цілодобово на сайті радіостанції.

## Інтернет-трансляція
В інтернеті радіо «ЮкіДрайв» також веде пряму трансляцію своїх програм на своєму сайті 24/7 з великим архівом передач.